# Лукаш Силва
Лукаш Силва Боргес (на португалски: Lucas Silva Borges) е бразилски футболист играещ като полузащитник под наем за Марсилия от испанския Реал Мадрид.

## Клубна кариера

### Крузейро
Силва е юноша на Крузейро. В началото на 2012 г. е изпратен да играе под заем в Насионал Ешпорте където изиграва само един мач в щатното първенство. През юни 2012 г. е повикан обратно в Крузейро и само 3 седмици по-късно на 19 юли прави професионалния си дебют в бразилското първенство при гостуването на Португеза спечелен с 0 – 2.

### Реал Мадрид
На 23 януари 2015 г. официалният сайт на Реал Мадрид съобщава, че са постигнали споразумение с Крузейро за Лукаш Силва и той вече е техен играч до 30 юни 2020 година. Официалното представяне и подписване на договора с Реал Мадрид се състоя на 26 януари, а сумата за която е закупен е в размер на 14 млн. евро. Както и в предишния си клуб, Лукаш взима фланелка с номер 16.
На 14 февруари 2015 г. прави официален дебют за Реал Мадрид в домакинския мач срещу Депортиво Ла Коруня при победата с 2 – 0, влизайки като резерва в 71 мин. на мястото на Асиер Ияраменди. Няколко дни по-късно на 18 февруари прави дебют и в Шампионската лига изигравайки цели 90 минути при победата като гости с 0 – 2 над немския Шалке 04.

### Олимпик Марсилия
На 27 август 2015 г. Силва преминава под наем във френския Марсилия за период от една година.

## Национален отбор
На 24 май 2014 г. прави дебют за националния отбор на Бразилия до 21 г. в мач срещу отбора на Колумбия до 21 г. завършил с резултат 2 – 1 за Бразилия.

## Успехи

### Клубни
Крузейро
- Шампион на Бразилия (2): 2013, 2014
- Лига Минейро (1): 2014

### Национални
Бразилия до 21 г.
- Турнир в Тулон до 21 г. (1): 2014